# Lingua yiddish
La lingua yiddish, jiddisch, jidisch o giudeo-tedesco, (ייִדיש‎, yidish oppure אידיש‎, idish, lett. "giudeo"; anche chiamata: מאַמע־לשון‎, mame-loshn, lett. "lingua-madre", o טײַטש‎, Taytsch, forma arcaica di Daytsch, cioè "tedesco"; in tedesco Jüdisch o Jüdisch-Deutsch; in ebraico ייִדִישׁ‎?, yiddish, אִידִית‎, idìth oppure יהודי‎, yehudì) è una lingua germanica occidentale parlata dagli ebrei aschenaziti. È considerata una lingua mista (Mischsprache), utilizzata da numerose comunità in tutto il mondo, ed è scritta con i caratteri dell'alfabeto ebraico.

## Origini
La lingua trae le sue origini dalla cultura degli ebrei aschenaziti, sviluppatasi nell'XI secolo in Renania, e poi diffusasi in Italia settentrionale, nei Paesi Bassi, nell'Europa centrale e orientale, nelle Americhe, in Sud Africa, Australia e Israele. Tra i primi nomi dello yiddish vi sono loshn ashkenaz (לשון-אשכנז) e taytsh, per distinguerla dall'ebraico biblico e dall'aramaico, generalmente definiti entrambi come לשון־קודש (loshn-koydesh = "lingua sacra"). Sono attestati nei secoli XVIII, XIX e XX anche i nomi jargon e mame-loshn  (מאַמע־לשון = "lingua materna"). Il termine "yiddish" non fu molto usato per definire la lingua e la sua letteratura: compare la prima volta solo nel XVIII secolo.
È probabile che tale lingua sia sorta per evitare le persecuzioni, soprattutto "ad imitazione" delle altre lingue giudaiche: è innegabile comunque la "coniazione" di nuove parole diffuse poi anche in quelle; la stessa Qabbalah della tradizione ebraica non nega la credenza in similitudini tra tutte le lingue che, secondo la Torah, derivano dall'ebraico, indirettamente o direttamente, malgrado le difficoltà semantiche o fonologiche. La gematria ne presenta un esempio anche se quanto qui espresso riguarda un approccio differente, assai complesso.
Si potrebbe altresì ammettere anche l'esistenza di parole in yiddish rivelate, quasi similmente al termine onomatopeico e/o all'ispirazione nella musica.
È stato anche proposto che l'origine del substrato germanico dello yiddish sia di fatto il gotico, che dai secoli IV al XVII sopravvisse in Crimea (gotico di Crimea, parlata dai Goti di Crimea).
L'elemento ebraico sarebbe entrato nello yiddish al tempo della conversione all'ebraismo dei cazari, dominatori di quell'area geografica fino al XIII secolo, avvenuta verso il V-VI secolo, ma questa teoria non è accettata dalla maggior parte degli studiosi.
Un'altra teoria è che lo yiddish derivi dalla parlata degli abitanti slavi e baltici dell'area polacca, i quali si convertivano o si spacciavano per ebrei per non venire rapiti e venduti come schiavi, cosa non rara in quelle zone durante tutto il Medioevo.
Attualmente la lingua yiddish presenta due principali varietà:
- yiddish occidentale (codice ISO 639-3 yih), parlato dagli ebrei dell'Europa germanofona, in Italia settentrionale (secoli XV–XVII), in Terra d'Israele e in Egitto;
- yiddish orientale (codice ISO 639-3 ydd), parlato dagli ebrei dell'Europa orientale. Autori classici del yiddish orientale nel XIX secolo sono Mendele Moicher Sforim, Isacco Leyb Peretz e Sholem Aleichem, però il più noto autore in quella lingua è il premio Nobel per la letteratura Isaac Bashevis Singer.

La differenza più marcata tra le due è l'inclusione di numerosi termini dalle lingue slave nello yiddish orientale. Mentre lo yiddish occidentale è ormai poco parlato, lo yiddish orientale è ancora largamente diffuso.

## Storia
Nell'alto tedesco medio si svilupparono in ambito germanofono diversi dialetti tedeschi che venivano utilizzati prevalentemente dalle comunità ebraiche per comunicare tra di loro. Nella maggior parte di questi casi i dialetti parlati contenevano numerosi influssi della lingua ebraica e della lingua aramaica, a partire dall'alfabeto ebraico che veniva utilizzato per scrivere, mentre resta a tutt'oggi ignoto se anche la sintassi abbia risentito di quella utilizzata nella lingua ebraica.
A causa delle persecuzioni che avvennero nel XIV secolo ed in particolare dopo la pestilenza del 1348, ci furono diversi cambiamenti demografici di rilievo che videro lo spostamento di molte delle comunità ebraiche dall'Europa occidentale in quella orientale, in particolare verso quelle zone che fanno oggi parte della Polonia e della Lituania. La conseguenza fu che la lingua parlata da queste comunità si sviluppò in modo indipendente da quella che veniva parlata da coloro che rimasero nell'Europa occidentale. Di rilievo in questo periodo fu lo sviluppo che vide la lingua yiddish all'interno delle comunità rimaste nelle aree germanofone, in particolare quelle che comprendono l'odierna Germania. Mentre lo yiddish occidentale si sviluppò prevalentemente in contemporaneo con la lingua tedesca, risentendo in modo maggiore degli influssi del tedesco, lo yiddish parlato in est Europa rimase per lo più inalterato e risentì solo in maniera marginale dell'influsso delle lingue slave, conservando quindi ampiamente molti degli influssi gotici. Questo processo di evoluzione della lingua yiddish in due maniere distinte fu alla base della odierna distinzione  tra lo yiddish occidentale e lo yiddish orientale.
Con le ondate di emigrazione da parte di molti membri della comunità ebraica a partire dai primi decenni del XIX secolo verso gli Stati Uniti la lingua yiddish si diffuse anche in aree dove si parlava prevalentemente l'inglese. Oggigiorno infatti molte delle comunità ebraiche che utilizzano la lingua yiddish risiedono negli Stati Uniti. Tipicamente però la lingua yiddish viene utilizzata prevalentemente dalle comunità ortodosse e ultraortodosse. In Israele le comunità di chassidim e quelle dei prushim, ebrei lituani discendenti dai discepoli del Gaon di Vilna, parlano yidish nella vita quotidiana. Lo yidish è la lingua principale di interi quartieri di Gerusalemme tra cui Mea Shearim, Gheula e Kfar Belz.
Il XIX secolo viene ritenuto da molti come l'epoca d'oro della lingua yiddish, specialmente dal punto di vista letterario. Grazie alla rinascita della letteratura yiddish in questo periodo e alla espansione delle comunità ebraiche nel mondo occidentale, molti termini di questa lingua sono stati assimilati sotto diversa forma nella lingua inglese ed in quella tedesca.
La prima grammatica di yiddish risale alla seconda metà dell'Ottocento e fu scritta da Ludwik Lejzer Zamenhof, un ebreo di Białystok (attualmente in Polonia) noto principalmente per aver creato la lingua internazionale esperanto.
Negli anni venti e trenta del secolo scorso la lingua yiddish fu per qualche periodo utilizzata come lingua ufficiale accanto al russo e al bielorusso nelle regioni della odierna Bielorussia, che all'epoca faceva ancora parte dell'Unione Sovietica.
Con la seconda guerra mondiale, a causa della persecuzione e dello sterminio degli ebrei, la lingua yiddish è stata completamente cancellata dall'Europa orientale: in Polonia, ad esempio, fino al 1939 c'erano ancora circa due milioni di parlanti, ma dal dopoguerra non ne è rimasto pressoché nessuno.

## Letteratura in lingua yiddish
La letteratura è essenzialmente divisa in tre periodi. Dal 1100 al 1780 circa (fatta in genere di commenti a testi religiosi e qualche raro testo di epica e narrativa per lo più anonimo), dal 1780 al 1890 (con i racconti del chassidismo e le parabole di Nachman di Breslov e all'opposto i movimenti dell'haskalah) e dal 1864
Il padre della letteratura yiddish moderna viene considerato Mendele Moicher Sforim, accanto a Sholem Aleichem e Isacco Leyb Peretz. Altri esponenti sono Abraham Goldfaden, Semën An-skij, Sholem Asch, Israel Joshua Singer e il fratello Isaac Bashevis Singer (quest'ultimo nel 1978 insignito del Premio Nobel per la letteratura, ma anche la sorella Esther Kreitman scrisse in yiddish). Altri nomi: Halpern Leivick, Uri Zvi Grinberg, Pinchus Kahanovich (che scriveva con lo pseudonimo di Der Nister), Moyshe Kulbak, Peretz Hirschbein, Mani Leib, Jacob Glatstein, Chaim Grade, Abraham Sutzkever, Abraham Cahan, David Bergelson, Peretz Markish, Itzik Feffer, Leib Kvitko, Shira Gorshman, Itzik Manger, Joseph Opatoshu, Yehiel De-Nur, Chava Rosenfarb, Michael Lev, David Hofstein ecc.
Nel Novecento si è fatta largo anche una letteratura (e poesia) yiddish al femminile. Ricordiamo, fra le altre: Kadye Molodowsky, Anna Margolin, Malka Heifetz Tussman e Rochl Korn.
La letteratura yiddish conta molti eredi che però non scrivono in lingua, tra i quali Bernard Malamud, Philip Roth, Marek Halter, Nathan Englander e Jonathan Safran Foer. Anche il famoso pittore novecentesco Marc Chagall si cimentò nell'ambito poetico scrivendo componimenti non solo in russo e in francese, ma anche in yiddish.

## Teatro yiddish
Il teatro yiddish consiste in opere teatrali scritte ed eseguite principalmente da ebrei in yiddish, la lingua della comunità ebraica ashkenazita dell'Europa centrale. La gamma del teatro yiddish è ampia: operetta, commedia musicale e riviste satiriche o nostalgiche; melodramma; dramma naturalista; drammi espressionisti e modernisti. Al suo apice, la sua portata geografica era relativamente ampia: dalla fine del XIX secolo fino a poco prima della seconda guerra mondiale, il teatro yiddish professionale poteva essere trovato in tutte le aree maggiormente ebraiche dell'Europa centro-orientale e orientale, ma anche a Berlino, Londra, Parigi, Buenos Aires e New York.
Le radici del teatro yiddish comprendono le rappresentazioni spesso satiriche tradizionalmente eseguite durante la festa religiosa del Purim (note come Purim spiels); altre mascherate come la Danza della Morte; il canto dei cantori nelle sinagoghe; il canto laico ebraico e improvvisazione drammatica; esposizione alle tradizioni teatrali di vari paesi europei e alla cultura letteraria ebraica che era cresciuta sulla scia dell'illuminazione ebraica (Haskalah).
Israil Bercovici scrisse che è attraverso il teatro yiddish che "la cultura ebraica è entrata in dialogo con il mondo esterno", sia mettendosi in mostra sia importando pezzi teatrali di altre culture.
Temi come immigrazione, povertà, integrazione e forti legami ancestrali possono essere trovati in molte produzioni teatrali yiddish.

## Premi Nobel per la letteratura di lingua yiddish
- Isaac Bashevis Singer ( Polonia /  Stati Uniti) - 1978

## Produzioni televisive in lingua yiddish
La serie tv israeliana Shtisel, ambientata nel quartiere di Geula, a Gerusalemme, popolato per lo più da ebrei ultra-ortodossi charedim, è girata in lingua ebraica e lingua yiddish. La serie offre un esempio della diglossia e il bilinguismo delle diverse comunità ebraiche che vi abitano, dove gli anziani parlano soprattutto in yiddish, mentre una parte della nuova generazione parla quasi solo ebraico e non capisce lo yiddish.
La serie tv internazionale Unorthodox, ambientata nel quartiere di Williamsburg, a Brooklyn, ruota intorno a una comunità ebraica ultra-ortodossa chassidi che parla yiddish e inglese. Lo yiddish stesso parlato dai protagonisti della miniserie è ricco di prestiti dall'inglese.